# Watford (Northamptonshire)
Watford – wieś w Anglii, w hrabstwie Northamptonshire, w dystrykcie (unitary authority) West Northamptonshire. Leży 18 km na północny zachód od miasta Northampton i 113 km na północny zachód od Londynu. Miejscowość liczy 224 mieszkańców.